# لوک گاس
لوک دامون گاس (به انگلیسی: Luke Damon Goss) (زاده ۲۹ سپتامبر ۱۹۶۸)، هنرپیشه و خواننده انگلیسی است. او در فیلم‌های زیادی از جمله تیغه ۲، یک شب با پادشاه در نقش خشایارشا، پسر جهنمی ۲، آن سوی خط، فیلم تکن در نقش استیو فاکس، سری فیلم‌های مسابقه مرگ و مذاکره با هیتمن ایفای نقش کرده‌است. او همچنین در فیلم‌های خونریزی و هفت زیرین بازی کرده‌است.